# Axis Bank
Axis Bank est une banque dont le siège social est situé à Bombay en Inde.

## Histoire
Elle a été créée en 1994, après que le gouvernement a autorisé à nouveau l'établissement de banques à capitaux privés. 
Le gouvernement indien a l'intention de vendre 20,7 % d'Axis Bank en février 2014 pour 57 milliards de roupies, soit 925 millions de dollars.